# Merlänna
Merlänna, vardagligt Länna, är en tätort i Strängnäs kommun och kyrkbyn i Länna socken. Merlänna är beläget intill riksväg 55, cirka 12 kilometer söder om Strängnäs. I Merlänna finns förskolan Länna förskola och Länna kyrka. Tidigare fanns även grundskolan Lännaskolan som lades ner. Merlänna trafikeras av Sörmlandstrafikens bussar.

## Befolkningsutveckling
| Befolkningsutvecklingen i Merlänna 1990–2020 | Befolkningsutvecklingen i Merlänna 1990–2020 | Befolkningsutvecklingen i Merlänna 1990–2020 | Befolkningsutvecklingen i Merlänna 1990–2020 | Befolkningsutvecklingen i Merlänna 1990–2020 |
| -------------------------------------------- | -------------------------------------------- | -------------------------------------------- | -------------------------------------------- | -------------------------------------------- |
|                                              |                                              |                                              |                                              |                                              |
| År                                           |                                              |                                              | Folkmängd                                    | Areal (ha)                                   |
| 1990                                         | 1990                                         |                                              | 163                                          | 35                                           |
| 1995                                         | 1995                                         |                                              | 376                                          | 46                                           |
| 2005                                         | 2005                                         |                                              | 370                                          | 46                                           |
| 2010                                         | 2010                                         |                                              | 356                                          | 46                                           |
| 2015                                         | 2015                                         |                                              | 383                                          | 52                                           |
| 2020                                         | 2020                                         |                                              | 393                                          | 52                                           |
| Anm: Ny tätort 1995.                         |                                              |                                              |                                              |                                              |
| som småort                                   |                                              |                                              |                                              |                                              |
| som tätort                                   |                                              |                                              |                                              |                                              |